# Belin, Polonia
Belin este un sat în comuna (gmina) Nowe Miasto din Polonia.